# Paul Deschanel
Paul Eugène Louis Deschanel (Schaerbeek, 13 de febrero de 1855 - París, 28 de abril de 1922) fue presidente de Francia entre el 18 de febrero y el 21 de septiembre de 1920.

## Biografía
Hijo de Émile Deschanel (1819-1904), profesor en el Collège de Francia y senador, nació en Bruselas, en donde su padre estuvo exiliado entre los años 1851 y 1859, debido a su oposición a Napoleón III, siendo así uno de los dos únicos presidentes franceses nacidos fuera de territorio francés (el otro es Valéry Giscard d'Estaing, que lo hizo en Coblenza, Alemania).

### Carrera política
Estudió leyes, comenzando su carrera como secretario de Deshayes de Marcère (1876) y de Jules Simon (1876-1877). Elegido diputado por Eure-et-Loir en 1885, se convirtió desde el principio en uno de los más notables oradores del grupo progresista republicano. Fue presidente del Congreso de los Diputados de 1896 a 1901; reelegido en 1902, rechazó el cargo. Sin embargo, regresaría de manera brillante en 1904, y en 1905 apoyó la ley de separación de la iglesia y del Estado.
En lo sucesivo, como parlamentario y como presidente de la Cámara, se dedicó a la lucha contra la izquierda (no lo hizo sólo en el Parlamento, sino también en reuniones públicas por toda Francia). Sus discursos de Marsella (26 de octubre de 1896), Carmaux (27 de diciembre de 1896) y Roubaix (10 de abril de 1897) fueron triunfos de la elocuencia y claridad expositiva de la política y objetivos sociales del Partido Progresista.

### Presidencia
Fue elegido presidente de Francia el 17 de enero de 1920. Aspiraba a un rol más activo que el que había sido de rigor durante la Tercera República Francesa, pero su salud mental le impidió poner sus ideas en práctica.
Como presidente, su comportamiento excéntrico provocó cierta consternación; en una ocasión, después de que un grupo de escolares le regalase un ramillete de flores, se las devolvió arrojándoselas de una en una. Todo ello culminó en la madrugada del 20 de mayo de 1920, cuando, tras haber ingerido varios somníferos, se cayó por una ventana del tren presidencial cerca de Montargis; lo encontró deambulando en pijama un platero, quien lo acompañó al puesto del encargado del paso a nivel más cercano. Poco después de aquello abandonó una reunión de Estado y se introdujo completamente vestido en un lago. Renunció el 21 de septiembre de 1920, siendo ingresado en una institución. Al año siguiente de su renuncia fue elegido senador, cargo que ocupó desde 9 de enero de 1921 hasta su muerte.
Fue el único jefe de Estado francés durante cuyo mandato no fue ejecutado ningún condenado (la pena de muerte fue abolida en 1981 con el apoyo del presidente François Mitterrand). Él mismo fue durante mucho tiempo un opositor a la pena capital.

## Trabajos
Paul Deschanel fue igualmente un hombre de letras, autor de varios libros sobre las cuestiones sociales, y fue elegido para la Academia francesa el 18 de mayo de 1899. Sus trabajos más notables son:
- Orateurs et hommes d´etat - Frederic II - M. de Bismarck - Fox et Pitt - Lord Grey - Talleyrand - Berryer - Gladstone, Calmann Lévy, París, 1899
- Figures de femmes (1899)
- La Décentralisation (1895)
- La Question sociale (1898)

| Predecesor: Raymond Poincaré | Presidente de Francia 1920 | Sucesor: Alexandre Millerand |

- Datos: Q309995
- Multimedia: Paul Deschanel / Q309995